# Fusil automático Browning
El fusil automático Browning, también conocido como BAR (acrónimo de Browning Automatic Rifle en inglés), formó parte de una serie de fusiles automáticos y ametralladoras ligeras utilizados por Estados Unidos y varios otros países durante el siglo XX. La variante principal de esta serie fue el M1918, calibrado para el cartucho .30-06 Springfield y diseñado en 1917 por John Browning para el Cuerpo expedicionario estadounidense en Europa, reemplazando a las ametralladoras ligeras francesas Chauchat y Hotchkiss M1909 Benet-Mercie.
El BAR fue concebido para que los soldados lo llevaran colgado al hombro y dispararan desde la cadera mientras avanzaban, una táctica conocida como «fuego sobre la marcha». Esta idea se consideró necesaria durante la guerra de trincheras. En la práctica, el BAR era frecuentemente utilizado como una ametralladora ligera, disparándolo desde un bípode que se introdujo en modelos posteriores. Aunque la versión original del M1918 fue la ametralladora más ligera que empleó el cartucho .30-06 Springfield, la capacidad de su cargador estándar de 20 cartuchos limitaba su utilidad en dicho cometido.

## Historia

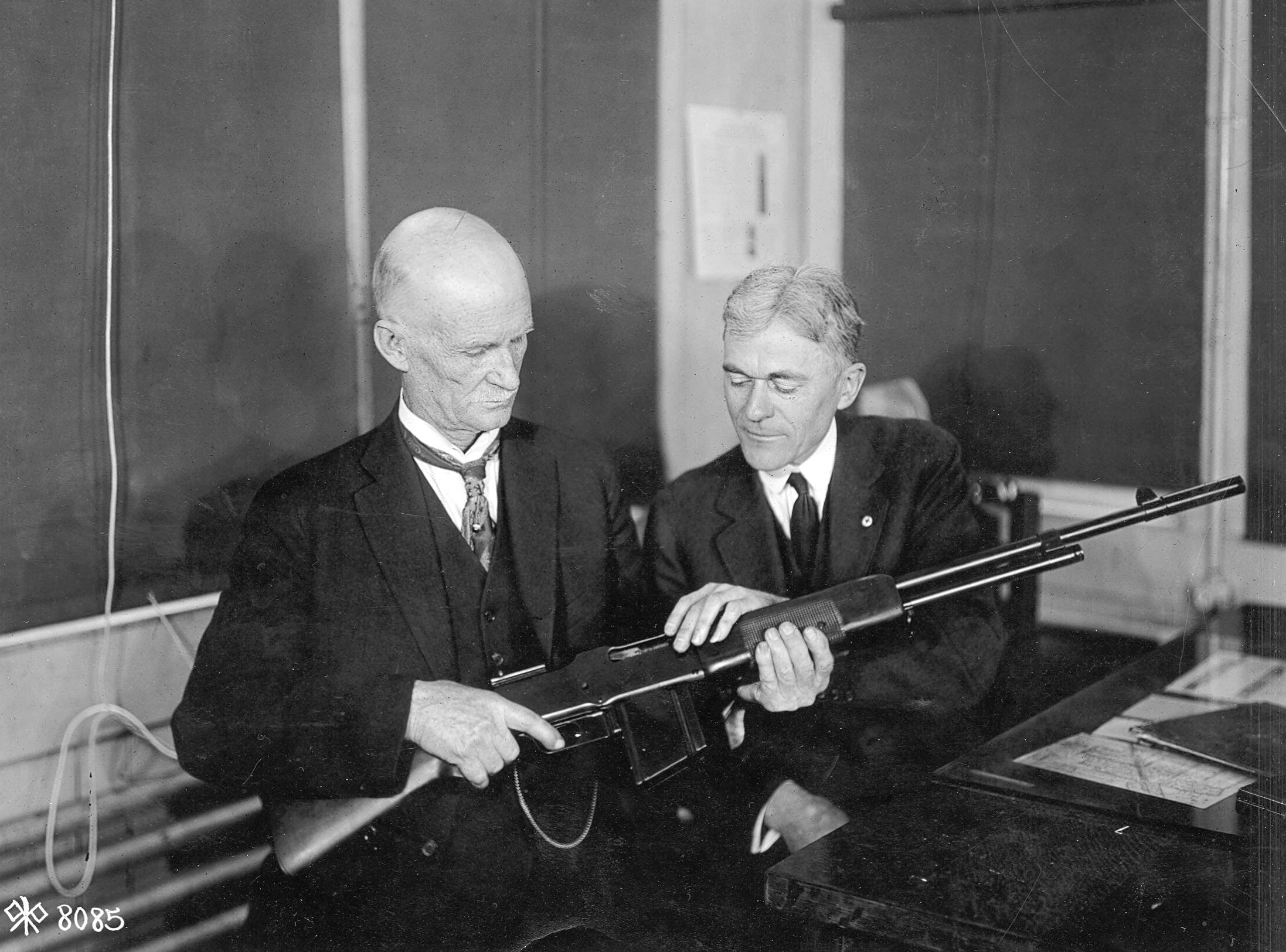
John M. Browning (inventor del fusil) y Burton, el experto en fusiles de la Winchester, discutiendo sobre las características del BAR en la fábrica de la Winchester.

Los Estados Unidos entraron en la Primera Guerra Mundial con un arsenal de diversas ametralladoras extranjeras y de fabricación local sumamente pequeño y obsoleto, debido principalmente a la indecisión burocrática y a la falta de una doctrina militar sobre su empleo. Cuando declaró la guerra a Alemania el 6 de abril de 1917, el Alto Mando del Ejército estaba al tanto de que para pelear en esta guerra de trincheras, solamente tenía 670 ametralladoras M1909 Benet-Mercie, 282 ametralladoras M1904 Maxim y 158 ametralladoras Colt M1895. Tras un largo debate, se llegó a la conclusión de que se precisaba un rápido rearme de producción local, pero hasta entonces, las tropas estadounidenses emplearían cualquier arma que los franceses y británicos pudieran ofrecer. Las armas donadas por los franceses eran frecuentemente de baja calidad o sobrantes de calibre 8mm Lebel, complicando la logística al tener que distribuir municiones distintas.

### Desarrollo
En 1917, antes de la entrada de los Estados Unidos en la guerra, John Browning llevó a Washington D. C. por su cuenta dos tipos de armas automáticas para realizar una demostración: una ametralladora enfriada por agua (adoptada posteriormente como la Browning M1917) y un fusil automático conocido en aquel entonces como Fusil Ametrallador Browning o BMR (acrónimo en inglés de Browning Machine Rifle), ambas calibradas para el cartucho estándar .30-06 Springfield. Browning organizó una demostración pública de ambas armas en una zona de las afueras de Washington D. C. llamada Congress Heights. El 27 de febrero de 1917, Browning hizo la demostración de ambas armas ante una multitud de 300 personas entre las cuales figuraban militares de alto rango, congresistas, senadores, dignatarios extranjeros y reporteros. Estas quedaron tan impresionadas que instantáneamente le ofrecieron un contrato por el fusil automático y lo introdujeron inmediatamente en el servicio activo (la ametralladora enfriada por agua tuvo que pasar otras pruebas).
En mayo de 1917 se llevaron a cabo pruebas adicionales en el Arsenal de Springfield ante los oficiales del U.S. Army Ordnance, por lo que ambas armas fueron únicamente recomendadas para su inmediata adopción. Para evitar confusiones con la ametralladora alimentada mediante cinta M1917, el BAR fue designado M1918 o Fusil, Automático, Browning Calibre .30, M1918 (Rifle, Calibre .30, Automático, Browning, M1918) según la nomenclatura oficial. El 16 de julio de 1917, se ordenaron 12 000 fusiles BAR a la Colt's Manufacturing Company, la cual tenía un contrato exclusivo con Browning para producir el BAR según su patente (la Colt era dueña de la patente de Browning). Sin embargo, la Colt ya estaba produciendo a capacidad máxima (contratada por el Ejército británico para producir la ametralladora Vickers) y solicitó una pausa para poder aumentar su capacidad productiva con la construcción de una nueva fábrica en Meriden, Connecticut. Debido a la urgente necesidad del arma, la solicitud fue negada y el principal contratista pasó a ser la Winchester Repeating Arms Company (WRAC). La Winchester aportó una valiosa ayuda en el refinamiento del diseño final del BAR, corrigiendo los planos para poder fabricarlo en masa. Entre los cambios afectados, se modificó el modo de eyección (los casquillos de los cartuchos disparados eran arrojados hacia el lado derecho del arma, en lugar de hacia arriba).

### Producción

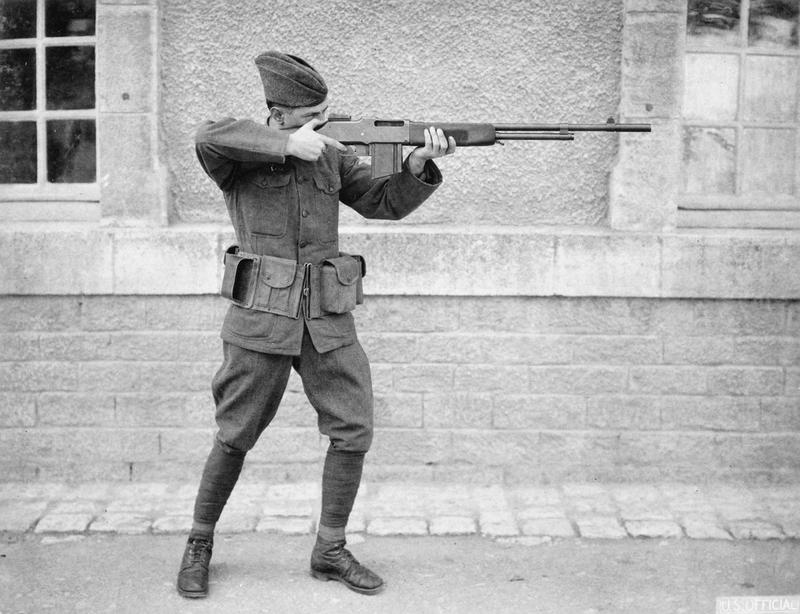
Soldado estadounidense con un BAR en Chaumont, el 9 de noviembre de 1918.

Ya que la producción del arma no empezó hasta febrero de 1918, el cronograma de la Winchester para producir el BAR fue tan apresurado que el primer lote de 1800 fusiles fue suministrado con defectos: se descubrió que varias piezas no eran intercambiables entre los fusiles y la producción fue detenida temporalmente hasta que los procesos de fabricación fueran refinados y así poder producir el fusil según sus especificaciones. El contrato inicial con la Winchester mencionaba    25 000 fusiles BAR. Estos entraron en producción para junio de 1918, suministrando 4000 fusiles y otros 9000 más en julio del mismo año.
Las empresas Colt y Marlin Firearms también empezaron la producción del fusil poco tiempo después, cuando la Winchester alcanzó la producción máxima. La Marlin Firearms, sobrecargada por un contrato del gobierno belga para fabricar fusiles, compró la fábrica de la Mayo Radiator Co. y la utilizó para fabricar exclusivamente fusiles BAR. El primer fusil producido en esta fábrica fue suministrado el 11 de junio de 1918, la producción máxima alcanzando los 200 fusiles automáticos al día. La Colt solo logró producir 9000 fusiles BAR para el momento en que se firmó el Armisticio con Alemania, debido a la carga de trabajo impuesta por otros contratos previos. Estas tres compañías produjeron un total de 706 fusiles al día y aproximadamente un total de 52 000 fusiles BAR fueron suministrados a partir de diversas fuentes hasta el final de la guerra. Entre 1918 y 1919, 102 125 fusiles BAR fueron construidos conjuntamente por Colt (16 000), Winchester (47 123) y Marlin Firearms (39 002).
Para julio de 1918, el BAR empezó a llegar a Francia y la primera unidad en recibirlo fue la 79a División de Infantería del Ejército estadounidense, que lo utilizó por vez primera en combate el 13 de septiembre de 1918. El arma fue personalmente probada contra el enemigo por el teniente segundo Val Allen Browning, hijo del inventor. A pesar de haber sido introducido muy tardíamente en la guerra, el BAR causó una impresión desproporcionada para su pequeña cantidad; fue extensamente empleado durante la Ofensiva de Meuse-Argonne y llamó la atención de los Aliados (Francia solamente solicitó 15 000 fusiles automáticos para reemplazar su notablemente poco fiable ametralladora Chauchat).

## Detalles de diseño
El M1918 es un fusil automático con fuego selectivo, refrigerado por aire y accionado por los gases del disparo que impulsan un pistón de recorrido largo tras ser captados por una abertura del cañón. El cerrojo es fijado por un seguro levadizo. Dispara a cerrojo abierto. El extractor de casquillos accionado mediante resorte se encuentra dentro del cerrojo y en el mecanismo del gatillo está instalado un eyector fijo. El BAR dispara mediante un percutor fijo (su porta cerrojo actúa como percutor) y tiene un mecanismo de gatillo con una palanca selectora que le permite disparar en modo semiautomático (tiro a tiro) y automático (ráfagas). La palanca selectora se encuentra en el lado izquierdo del cajón de mecanismos y al mismo tiempo actúa como el seguro (en la posición “S” - el fusil está asegurado, “F” - fuego semiautomático, “A” - fuego automático). El seguro bloquea el gatillo.
El cañón del M1918 está atornillado en el cajón de mecanismos y no se puede desmontar con rapidez. La alimentación es mediante cargadores rectos de doble hilera con capacidad de 20 cartuchos, aunque también se emplearon cargadores de 40 cartuchos cuando se empleaba el BAR como arma antiaérea ligera; estos cargadores de gran capacidad fueron retirados de servicio en 1927. Tiene instalado un apagallamas cilíndrico en la boca del cañón y va equipado con una culata fija de madera y mecanismos de puntería de tipo cerrado compuestos por un punto de mira y un alza plegable tipo “escalera” graduada con alcances de 100 a 1500 yardas (92 a 1372 metros). Las bayonetas para los fusiles BAR no se fabricaron en gran número, por lo cual son sumamente escasas. Estas tenían forma de espiga, con una plaqueta en la parte superior, acoplándose a la parte inferior del cañón como cualquier otra bayoneta.

## Variantes

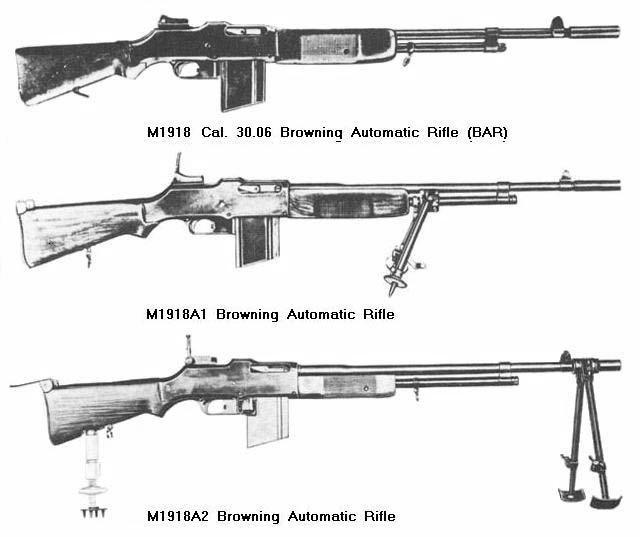
Las principales variantes estadounidenses del BAR M1918.

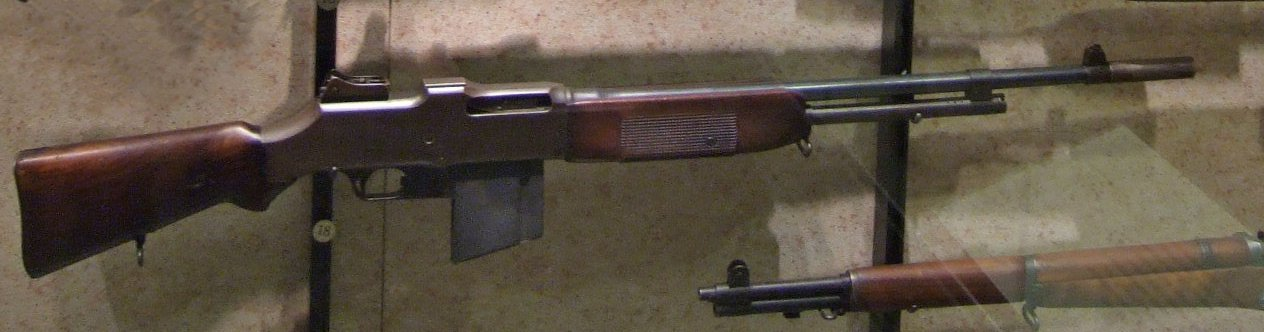
El primigenio BAR M1918.

El BAR fue continuamente desarrollado durante su largo servicio, recibiendo muchas mejoras y modificaciones. El primer gran intento de mejorar el M1918 dio origen a la ametralladora ligera M1922, adoptada por la Caballería de los Estados Unidos en 1922. El arma tenía un cañón pesado con aletas de enfriamiento, un bípode ajustable (montado en el cañón mediante un collarín móvil) y un monópode montado en la culata, una armella para la correa portafusil y una nueva cantonera fijada a la culata. El guardamano fue cambiado y en 1926, el alza y el punto de mira del BAR fueron rediseñados para emplear el cartucho M1 .30-06 con bala pesada (172 granos) que estaba entrando en servicio para las ametralladoras. 
La segunda modificación significativa del M1918 tuvo lugar en 1937 e intentaba aumentar la efectividad y maniobrabilidad del arma al disparar en modo automático, mediante la introducción del M1918A1 en los arsenales del ejército estadounidense. En comparación con el M1918 original, el nuevo modelo incluía un bípode ligero y ajustable acoplado al cilindro de gases, así como una nueva cantonera de acero con bisagra. Relativamente pocos fusiles M1918 fueron reconstruidos al nuevo estándar M1918A1.
Entre 1938-1939 se empezó a trabajar en lo que sería el nuevo fusil M1918A2, introducido en servicio en 1940. Uno de los aspectos más importantes de esta modificación consistía en la eliminación del modo semiautomático y el empleo de un mecanismo reductor de cadencia que era activado al mover la palanca selectora a la posición “F”. También se le agregó un nuevo bípode con patines, una guía para el cargador delante del guardamonte, se le acortó el guardamano, un escudo de calor para facilitar el enfriamiento, un pequeño monópode abisagrado que se plegaba en un entalle de la culata y se le asignó el papel de ametralladora ligera de escuadra. Las graduaciones del alza del BAR también fueron modificadas para poder emplear el nuevo cartucho estándar M2 Ball con bala ligera de base plana. En 1942 se reemplazó la culata de madera por una de fibra de vidrio, agregándole al cañón una manija de transporte al final0 de la guerra. Inicialmente, los fusiles M1918A2 eran hechos al modificar fusiles M1918 sobrantes y unos cuantos M1922 y M1918A1; posteriormente, fueron producidos por la New England Small Arms Corp. y la International Business Machines Corp. (con un total de 168 000 fusiles nuevos fabricados). Durante la guerra de Corea, la producción fue retomada y esta vez el contratista fue la Royal McBee Typewriter Co., que produjo 61 000 ametralladoras ligeras M1918A2.
El M1918A2 es un arma automática que emplea un gatillo y un mecanismo de control del disparo que solamente permite fuego automático, pero con dos cadencias variables: normal (500-650 disparos/minuto) y baja (300-450 disparos/minuto), que se escogen al activar un mecanismo reductor instalado dentro de la culata (junto al amortiguador de retroceso). La palanca del selector se encuentra en el lado izquierdo del cajón de mecanismos y tiene tres posiciones: "S” - arma asegurada, “F” - fuego automático con cadencia baja y “A” - fuego automático con cadencia normal. Su cañón tiene un apagallamas ranurado (introducido durante la guerra de Corea), un bípode ajustable, una culata fija con soporte para el hombro plegable, manija de transporte y miras mecánicas con un punto de mira y un alza tipo “escalera” (que puede ajustarse tanto en horizontal como en vertical) con alcances de 92 m a 1472 m (100 a 1600 yardas) y un entalle para disparar a 274 m. 

### Modelos internacionales

#### Modelos de exportación
La familia de ametralladoras ligeras BAR también encontró un potencial mercado en ultramar y fue ampliamente exportada. En 1919, la Colt desarrolló y produjo una variante comercial llamada Fusil Ametrallador Automático Modelo 1919 (Automatic Machine Rifle Model 1919; Modelo U según la denominación de la empresa), que tenía un mecanismo de retroceso diferente del empleado en el M1918 (iba instalado en la culata en lugar del tubo de gases) y no llevaba apagallamas. Más tarde fue ofrecido por corto tiempo el Modelo 1924, que tenía un pistolete y un guardamano rediseñado. Sin embargo, el siguiente Modelo 1925 (R75) alcanzaría la mayor popularidad en ventas de exportación. Estaba basado en el Modelo 1924, pero tenía un cañón pesado con aletas, un bípode ligero y cubiertas protectoras en el brocal del cargador y la portilla de eyección (algunas de estas características fueron patentadas: véase los patentes estadounidenses 1548709 y 1533968). El Modelo 1925 fue producido para emplear diversos cartuchos, incluyendo el .30-06 Springfield (7,62 x 63), 7,65 x 54, 7 x 57 Mauser, 6,5 x 55, 7,92 x 57 Mauser y .303 British (7,70 x 56 R). Una variante menor del Modelo 1925 (R75) fue la ametralladora ligera con cañón de cambio rápido R75A (producida en 1924 en pequeñas cantidades para el Ejército Real Neerlandés) y el fusil automático Monitor (R80), que fue adoptado por varias agencias de seguridad estadounidenses (inclusive el FBI) en 1931. El R80 no tenía bípode y empleaba un cajón de mecanismos ligero y un cañón corto ligero de 485 mm (18 pulgadas) equipado con un compensador Cutts. 

#### Suecia
En 1920, la fábrica de armas belga Fabrique Nationale de Herstal (FN) compró a la Colt los derechos de producción y venta de la serie de fusiles BAR en Europa. El primer modelo de fusil BAR vendido por la FN fue el Kg m/21 (donde Kg es la abreviación de Kulsprutegevär, fusil ametrallador en sueco) calibrado para el cartucho m/94 6,5 x 55. El m/21 es una variante del Modelo 1919 diseñado según especificaciones suecas, inicialmente fabricado por la Colt y posteriormente bajo licencia por la Carl Gustafs Stads Gevärsfaktori (Fábrica Estatal de Fusiles Carl Gustaf, en sueco) de Eskilstuna. Comparado con el Modelo 1919, el fusil sueco tenía –además de un calibre diferente– un bípode con espigas y un pistolete. El m/21 sería una de las principales armas de apoyo en el periodo de entreguerras, junto a la ametralladora media Ksp m/1914 refrigerada por agua y alimentada mediante cinta (adaptación sueca de la ametralladora austriaca Schwarzlose). Decepcionado por el cañón fijo que se sobrecalentaba con rapidez, Carl Gustaf empezó a diseñar un nuevo mecanismo de desacople rápido para el cañón que consistía en unas estrías en su recámara que se encajaban en un roscado del cajón de mecanismos con ayuda de una palanca. Se le agregaron aletas de refrigeración al cañón en toda su longitud. Estas mejoras fueron incorporadas en el prototipo fm/1935 que fue exitosamente probado en 1935, dando origen a la variante m/37, que no tenía un cañón con aletas, siendo aceptada para servicio activo en 1937 y quedando como arma de primera línea hasta 1980. Carl Gustaf también desarrolló una versión de este fusil alimentada mediante cinta, la cual nunca fue adoptada.

#### Polonia

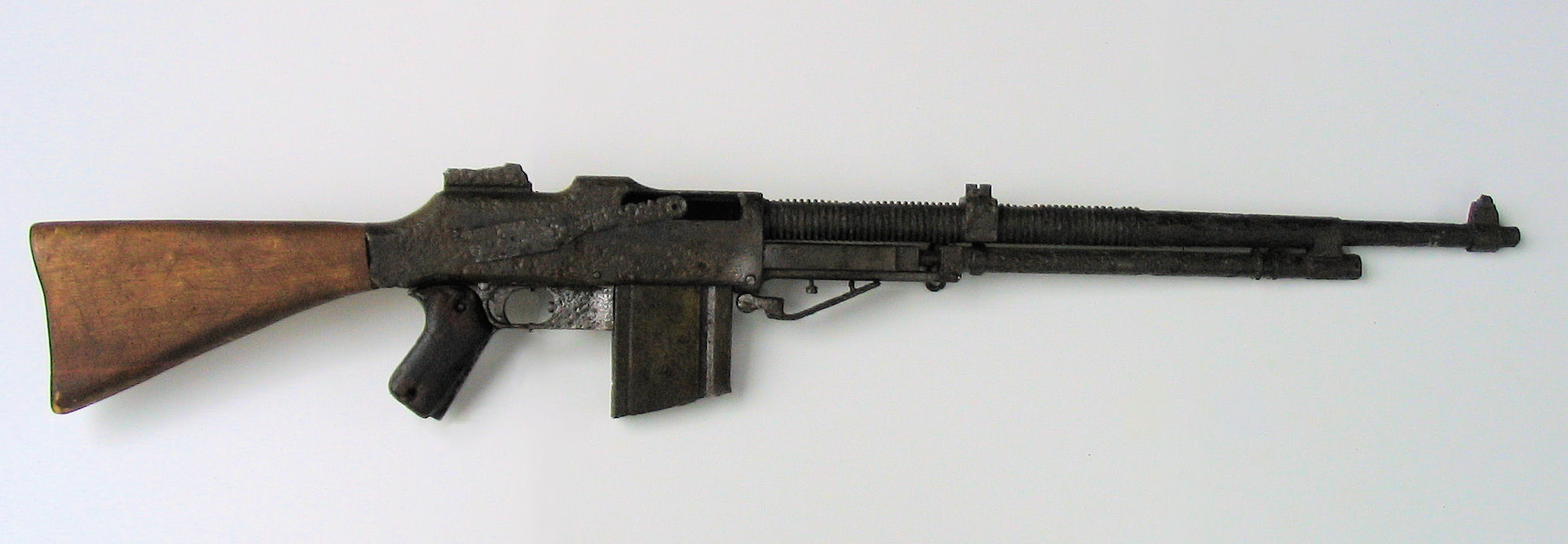
El fusil automático wz. 1928, variante polaca del BAR.

La producción del BAR en Bélgica solamente comenzó tras firmarse un acuerdo con Polonia el 10 de diciembre de 1927, que indicaba una cantidad de 10 000 ametralladoras ligeras wz. 1928 de calibre 7,92 mm, las cuales son similares a la variante R75 pero específicamente diseñadas para cumplir los requisitos del Ejército polaco. Los cambios al diseño básico incluían un pistolete, un bípode distinto, alza abierta con una abertura en "V" y un cañón ligeramente más largo. Los siguientes fusiles fueron ensamblados bajo licencia en Polonia por la Państwowa Fabryka Karabinów (Fábrica Estatal de Fusiles, en polaco) de Varsovia. El wz. 1928 entró en servicio del Ejército polaco en 1927 con la denominación oficial de 7,92 mm rkm Browning wz. 1928 ("Ametralladora de mano Browning Modelo 1928 de 7,92 mm", en polaco) y – hasta el estallido de la Segunda Guerra Mundial – fue la principal arma ligera de apoyo de las unidades de infantería y caballería polacas (en 1939, Polonia tenía aproximadamente 20 000 fusiles automáticos wz. 1928 en servicio). Se introdujeron modificaciones adicionales en la línea de producción. Entre estos figuraban el reemplazo de las miras mecánicas con una versión más pequeña de estas y el empleo de una culata "cola de pez". 
A mediados de la década de 1930, se le asignó al diseñador de armas polaco Wawrzyniec Lewandowski la tarea de desarrollar una ametralladora basada en el fusil Browning wz. 1928 para montarse sobre afustes flexibles a bordo de aviones. Esto dio origen al wz. 1937. Los cambios incluían el aumento de la cadencia de fuego a 1100 disparos/minuto, la eliminación de la culata, una agarradera tipo “mango de pala” en la parte posterior del cajón de mecanismos, mudando el muelle recuperador principal bajo el cañón y lo más importante, el cambio del sistema de alimentación. Como era prácticamente imposible mantener el fuego continuo con el cargador estándar de 20 cartuchos, se desarrolló un nuevo sistema de alimentación que fue agregado al cajón de mecanismos como un módulo. Este contenía una palanca con resorte accionada por el cerrojo, la cual introducía un cartucho desde un cargador de tambor con capacidad de 91 cartuchos montado sobre el cajón de mecanismos y forzaba a este a ingresar a la recámara al abrirse el cerrojo. La ametralladora fue aceptada en 1937 y denominada karabin maszynowy obserwatora wz. 1937 (Ametralladora de Observador Modelo 1937, en polaco) por la Fuerza Aérea Polaca. Se compraron 339 ametralladoras y fueron empleadas como armamento a bordo del bombardero medio PZL P.37 Łoś y el avión de observación LWS-3 Mewa.

#### Bélgica
Desarrolló una variante de calibre 7,65 mm conocida como el FN Mle 1930 con base en el wz. 1928 y fue adoptado por el Ejército belga. Este modelo tenía una válvula de gas diferente, también empleando un mecanismo reductor de cadencia. El fusil tenía una cantonera abisagrada con soporte para el hombro y fue adaptado para dispararse desde un trípode. En 1932, Bélgica adoptó una nueva versión del FN Mle 1930 con la denominación de FN Mle D (donde la “D” significa Démontable, desmontable en francés) con cañón de cambio rápido, soporte para el hombro y un modo de desarme simplificado para facilitar su limpieza y mantenimiento. El Mle D fue producido incluso después de la Segunda Guerra Mundial, en versiones calibradas para los cartuchos .30-06 Springfield y 7,62 x 51 OTAN.

## Historial de combate

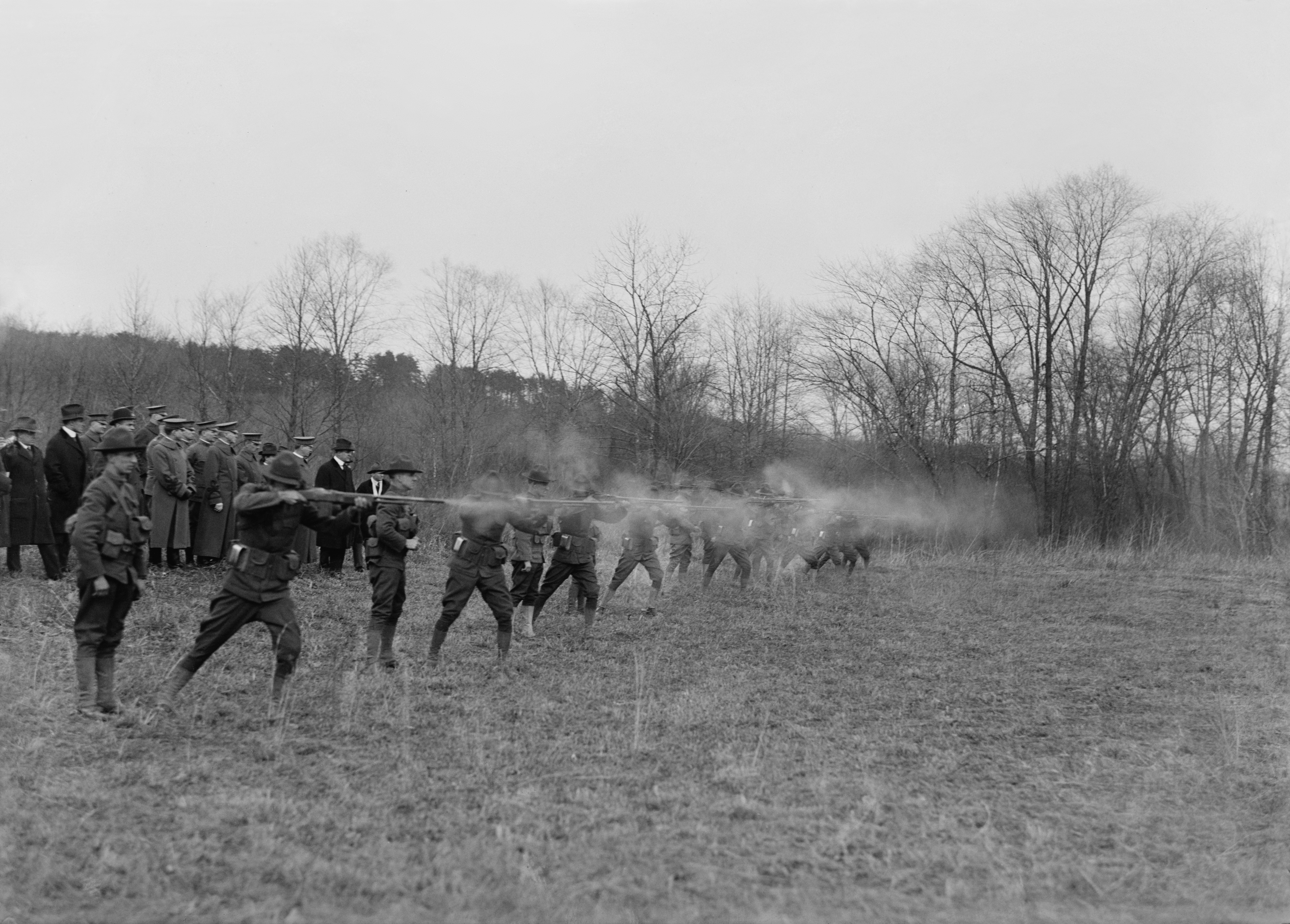
Varios soldados de los Estados Unidos usando pruebas de BAR en 1918.

Desde su creación, el M1918 fue un fusil automático. Suministrado por primera vez a la Fuerza Expedicionaria Estadounidense en septiembre de 1918, estaba basado en la idea de “fuego sobre la marcha”, una táctica francesa empleada desde 1916 en la cual se empleaba la CSRG 1915 para proteger el avance de fusileros hacia las trincheras enemigas, ya que las otras ametralladoras eran demasiado pesadas para acompañar a las tropas durante el asalto. Además de dispararse desde el hombro, los soldados armados con el BAR llevaban una correa con porta-cargadores para el BAR y una funda para arma auxiliar, que iba provista de una “copa” para apoyar la culata del fusil cuando era disparado desde la cadera.  
En teoría, esto permitía al soldado efectuar fuego de apoyo mientras avanzaba, manteniendo a los enemigos dentro de la trinchera, una táctica conocida como “fuego sobre la marcha”. La idea resurgiría con el subfusil y finalmente con el fusil de asalto. Se desconoce si alguna copa de correa fue empleada en combate. El BAR tuvo un empleo limitado en la Primera Guerra Mundial, debido en parte al Armisticio con Alemania y también porque el ejército estadounidense temía que el BAR cayese en manos enemigas, siendo empleado por vez primera en 1918. Al final de la guerra se habían fabricado 85 000 fusiles automáticos BAR 
Clyde Barrow, miembro de la infame Banda Barrow, empleó un BAR acortado (robado de un arsenal de la Guardia Nacional) durante su carrera criminal en la década de 1930. Los seis oficiales de policía que mataron a Bonnie y Clyde emplearon en la emboscada una variante del BAR llamada Colt Monitor.

### Segunda Guerra Mundial
Tras el estallido de la Segunda Guerra Mundial, el Ejército estadounidense notó tardíamente que no disponía de una ametralladora ligera de escuadra y trató de cubrir esta carencia con el M1918A2. Su éxito fue variable, ya que su cañón fijo y cargador de pequeña capacidad limitaban enormemente su utilidad en comparación con verdaderas ametralladoras ligeras como la Bren o la ametralladora Tipo 96 japonesa. El mecanismo reductor de cadencia demostró ser difícil de limpiar y era susceptible a los daños causados por la humedad y corrosión. Esto hacía que el arma se inutilizara o que no permitiera abrir fuego en modo automático. Siendo fácilmente desmontables, el bípode y el apagallamas eran frecuentemente desechados por las tropas para aligerar el arma y facilitar su transporte.
En combate, especialmente en el Frente del Pacífico, el BAR retomó su papel original de fusil automático disparado desde el hombro. Era frecuentemente empleado a la cabeza o cola de una patrulla o columna de infantería, donde su poder de fuego podía repeler al enemigo en caso de una emboscada en el sendero selvático. Tras un periodo de servicio, el personal de maestranza empezó a recibir fusiles automáticos BAR con mecanismos reductores de retroceso inutilizados o malogrados. Esto se debía a la práctica habitual del soldado de limpiar el BAR en posición vertical, con la culata apoyada en el suelo, lo que causaba que el líquido de limpieza y el hollín de la pólvora quemada se acumulasen en el mecanismo reductor del retroceso. Además, al contrario del M1 Garand, el cilindro de gases del BAR nunca fue reconstruido en acero inoxidable. En consecuencia, el cilindro de gas se oxidaba completamente por el empleo de cartuchos M2 con fulminante corrosivo en un ambiente húmedo si no era desarmado y limpiado a diario.
El BAR fue extensivamente empleado durante la Segunda Guerra Mundial, tanto de forma oficial como no oficial, por varias ramas de las Fuerzas Armadas estadounidenses. Uno de los roles más inusuales del BAR fue el de arma defensiva a bordo de un avión. En 1944, el capitán Wally A. Gayda del Comando de Transporte Aéreo de la Fuerza Aérea del Ejército estadounidense reportó haber empleado un BAR para responder al ataque de un caza japonés contra su avión carguero Curtiss C-46 sobre La Joroba, en Birmania. Gayda sacó el fusil por la ventanilla de la cabina delantera, vació el cargador y probablemente mató al piloto japonés.

### Tras la Segunda Guerra Mundial
Después de la Segunda Guerra Mundial, el BAR continuó en servicio durante la guerra de Corea y las primeras etapas de la guerra de Vietnam, cuando los Estados Unidos suministraron un lote de armas a Vietnam del Sur. Lotes del BAR quedaron en servicio con la Guardia Nacional hasta mediados de la década de 1970. Diversos países miembros de la OTAN y receptores de la ayuda externa estadounidense adoptaron el BAR y lo emplearon hasta bien entrada la década de 1990. 
El BAR demostró ser un arma civil popular en los Estados Unidos, a pesar de que los modelos automáticos fueron severamente restringidos en la década de 1930, haciéndolos más complicados de tener y transferir. La importación de ametralladoras para ser transferidas a civiles fue prohibida en 1968. Sin embargo, aún quedan modelos automáticos del BAR transferibles a civiles. 
Un fabricante moderno de armas ha producido una versión semiautomática del BAR conocida como el 1918A3 SLR (Self-Loading Rifle, fusil autocargable en inglés).
El fusil de caza BAR actualmente ofertado por la Browning Arms Company es un arma totalmente diferente, sin relación alguna con el diseño de las armas militares Browning.

## Usuarios
- Argelia[13]

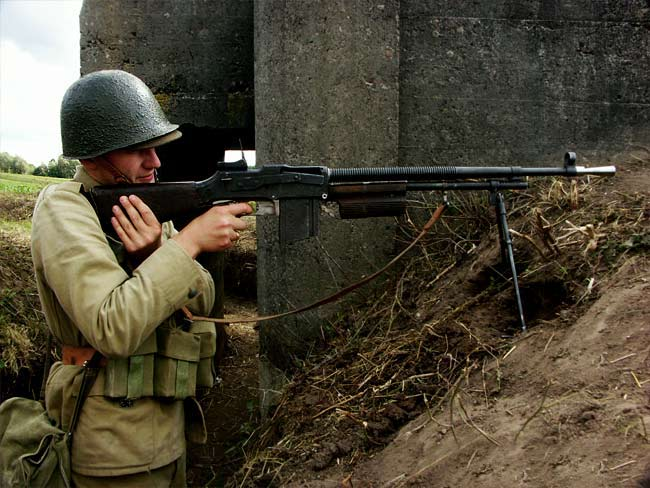
Un recreador histórico polaco posa con el fusil automático Browning wz. 1928 y una réplica del uniforme de la época.

- Argentina: Varias unidades del modelo Colt Monitor fueron utilizadas por la Policía Federal Argentina y algunas policías provinciales
- Austria[14]
- Brasil[15]
- China[16]
- Colombia[17]
- Costa Rica[18]
- España[19]
- Etiopía[17]
- Filipinas: Fue empleado por la Resistencia filipina[20] y por las Fuerzas Armadas de Filipinas durante la Rebelión de Hukbalahap[21]
- Finlandia: empleó el FN Mle 30 y el m/21 sueco.[22]
- Francia: Fue suministrado a las fuerzas de la Francia Libre durante la Segunda Guerra Mundial[23] y después fue empleado durante la guerra de Indochina[24] y la guerra de Independencia de Argelia.[25] Recibió la designación Fusil-mitrailleur 7 mm 62 (C. 30) M. 18 (B. A. R.).[26]
- Honduras[27]
- Israel: Empleó el FN Modelo D.[28]
- Italia: Empleó el M1918A2 con la designación Fucile Mitragliatore Browning (B.A.R.) cal. 7,62.[29]
- Liberia[17]
- México
- Países Bajos: Entró en servicio con el Korps Mariniers en 1943, al crearse la Mariniersbrigade. Recibió la designación Browning Automatisch Geweer M.1918 A2[30] y la Mariniersbrigade tenía en servicio 243 fusiles automáticos.[31] El Koninklijke Landmacht también empleó el M1918A2 mientras combatió en la guerra de Corea bajo el mando de las Naciones Unidas.[32]
- Polonia: Empleó el Browning wz. 1928.[33]
- Reino de Laos: Lo recibió como ayuda militar estadounidense durante la guerra civil de Laos y la guerra de Vietnam.[34]
- Reino Unido[35]
- Turquía[33] (1950-80)[36]
- Uruguay[17]
- Vietnam del Norte: El Ejército norvietnamita y el Viet Cong emplearon los fusiles automáticos Browning capturados a los franceses.[37]
- Vietnam del Sur: Fue empleado por el Ejército sudvietnamita, la mayoría siendo ayuda militar estadounidense.[38]